# Tattoo (песма Лорен)
Tattoo (прев. Тетоважа) песма је коју изводи шведска певачица Лорен, објављена као сингл 25. фебруара 2023. године од стране издавачке куће Universal Music Group. Ова песма је представљала Шведску на Песми Евровизије 2023. године и заузела је прво место на такмичењу са освојених 583 поена.
Том победом је Лорен постала прва певачица која је два пута победила на овом такмичењу (и укупно друга, рачунајући и мушке извођаче, након Џонија Логана), будући да јoj је то претходно пошло за руком са песмом Euphoria 2012. године.
Песма Tattoo је дебитовала на првом месту шведске топ-листе синглова, након што је победила на такмичењу, 63. годишњем фестивалу Мелодифестивален, у организацији Шведске телевизије. Након освајања Песме Евровизије, хит је достигао прво место и у девет других земаља, укључујући Аустрију, Белгију, Грчку, Исланд, Израел, Летонију, Луксембург, Холандију и Швајцарску. Додатно, песма се нашла међу првих десет у још 17 земаља, укључујући између осталог и Финску, Француску, Немачку, Мађарску, Ирску, Литванију, Норвешку, Пољску, Русију, Украјину и Уједињено Краљевство. Ова песма је постала прва представничка песма на Песми Евровизије која је ушла у првих пет на британској топ-листи синглова у последњих 27 година.
Tattoo је остварила импресиван успех и на платформи Spotify, са 4.275.290 стримова дан након финала Песме Евровизије. Тиме је оборила рекорд за највише стримова остварених у једном дану, као песма са Песме Евровизије. Овај број стримова такође је поставио лични рекорд за Лорен – највећи број стримова остварених у једном дану од стране шведског женског извођача.

## Позадина и композиција
У новембру 2022. године, шведски лист Афтонбладет је известио о гласинама о повратку Лорен на такмичење Мелодифестивален, музичком такмичењу које бира представника Шведске за Песму Евровизије. Фестивал организује Шведска телевизија, а формат има налик српској Беовизији. 
Наиме, Лорен је као такмичарка први пут наступила на поменутом фестивалу 2011. године са песмом My Heart Is Refusing Me, да би затим 2014. године опет узела учешће, овог пута са песмом Euphoria. Са том нумером постигла је историјски успех на Песми Евровизије, налазећи се на врху ESC250 сваке године од њене победе, а фанови су је изгласали као најбољу песму на Песми Евровизије у последњих 10 година. Три године касније, Лорен се вратила на Мелодифестивален 2017. године са песмом Statements, али није успела да се пласира далеко у такмичењу, завршивши у фази Друга шанса (швед. Andra Chansen).
Након што је већ поменута три пута учествовала на Мелодифестивалену, Лорен се одлучила за још један покушај, 2023. године, по четврти пут са песмом Tattoo. Према њеним речима, првобитно није желела да се пријави за Мелодифестивален 2023, али је након осећаја позитивности и осећаја сврхе одлучила да то учини.
За ту прилику, Лорен се вратила са песмом коју су написали Томас Г:сон и Петер Бостром, тим који је стајао иза њеног победничког хита Euphoria. Додатно, Џими „Џокер” Торнфелдт, који је написао песму Voices коју је извео Тусе на Евровизији, је такође био укључен у стварање Лоренине песме.

 
У интервјуима за НМЕ, Лорен је изјавила:
| „ | Песма о љубави... нема дана без ноћи, и нема љубави без супротности... Склони смо да мислимо да је трава зеленија с друге стране, али ако желите да доживите ту дубоку, аутентичну љубав, морате бити свесни да ће борба бити присутна. Не можемо побећи чим осетимо мало бола. | ” |

## Песма на Песми Евровизије

### Мелодифестивален 2023
Мелодифестивален 2023. године био је 63. издање шведског музичког такмичења Мелодифестивален, које Шведска телевизија користи за одабир представника земље на Песми Евровизије. Укупно се 28 песама такмичило, при чему су песме биле подељене у четири групе од по седам песама. Две најбоље песме из сваке групе одмах су се пласирале у финално такмичење, док су песме које су заузеле треће и четврто место у групама прошле у полуфинале. У полуфиналу су се најбоље четири песме квалификовале за финале. У финалу је коришћен систем оцењивања 50/50, где су судије и телегласање заједно одређивали победника између 12 песама.
Пре самог такмичења, песма Tattoo била је фаворит за победу у својој групи. Tattoo је била смештена у четврту групу и освојила је ту групу, осигуравајући директно место у финалу. Током њеног наступа у групи, дошло је до инцидента на сцени, када је особа донела транспарент са поруком „Återställ Våtmarker” (прев. Обновите мочваре), што је, према истоименој групи, била позивница за обнову шведских мочвара.
Пре финала, песма Tattoo је била фаворит за освајање такмичења, победила је у анкетама фанова на многим сајтовима и анкетама медија посвећених Песми Евровизије.
Поред тога, оборила је многе шведске рекорде у стримовању на платформи Спотифај. Наиме, дан након победе у финалу, дневна статистика на тој платформи је показала 4.275.290 преслушавања (стримовања) чиме не само да ју је сврстала као најбољу међу песмама са Песме Евровизије тог дана, већ је и истовремено оборен рекорд за највише стримовања икада остварених у једном дану за све нумере овог фестивала. Претходни рекорд је држала песма Zitti E Buoni италијанске рок групе Монескин. Очекивано, овакве бројке су истовремено поставили нови рекорд за Лорен – највећи број стримовања икада остварен у једном дану за нумеру шведског женског извођача.
На финалу Мелодифестивален 2023, песма Tattoo победила је како у оценама судија (92 поена) тако и у телевотингу (85 поена), укупно освојивши 177 поена.

### На Песми Евровизије
Према правилима Песме Евровизије, све земље, осим земље домаћина и „Велике петорке” (Француска, Немачка, Италија, Шпанија и Уједињено Краљевство), морају се квалификовати из једног од два полуфинала како би се пласирале у финале; десет најбоље пласираних земаља из сваког полуфинала пролазе у финале. Европска радиодифузна унија (ЕБУ) поделила је такмичарске земље у шест различитих група на основу историје гласања на претходним такмичењима, са земљама које су имале повољне гласачке историје смештеним у исту групу. 31. јануара 2023. године одржано је извлачење расподеле, које је сваку земљу сместило у једно од два полуфинала и одредило у којој половини емисије ће наступити. Шведска је смештена у прво полуфинале, које се одржало 9. маја 2023. године, и била је заказана да наступи у другој половини емисије.

## Контроверза око плагијаризма
Након што је песма победила на Мелодифестивалену, почеле су се појављивати критике у јавности и међу међународним медијским кућама, које су тврдиле да песма плагира неколико других песама, укључујући комбинацију песама Flying Free шпанске групе Понт Аери, The Winner Takes It All групе Аба, Easy on Me коју изводи Адел, а посебно песму В плену украјинске певачице Мике Њутн. Додатна контроверза избила је након што је песма победила на Песми Евровизије.
Пре него што је наступила у финалу, Лорен се осврнула на оптужбе на конференцији за штампу, изјавивши да је поређење са Абом схватила као комплимент, али да је занемарила остатак критика, тврдећи да нема времена ни енергије за било шта осим тога да се побрине да ће њен наступ бити што спектакуларнији. Додала је, Најважнија ствар за мене је да песма дирне људе, радите с њом шта год желите, будите креативни. Шта год вас чини срећним, урадите то.

## Пласман на топ листама
| Топ-листа (2023)                      | Најбоља позиција |
| ------------------------------------- | ---------------- |
| Аустралија                            | 9                |
| Аустрија                              | 1                |
| Белгија (Ултратоп 50 Фландрија)       | 1                |
| Белгија (Ултратоп 50 Валонија)        | 1                |
| Бугарска                              | 3                |
| Canada Digital Song Sales (Billboard) | 37               |
| CIS (TopHit)                          | 4                |
| Хрватска (Билборд)                    | 5                |
| Хрватска (ХР Топ 40)                  | 4                |
| Чешка (Радио – Топ 100)               | 3                |
| Чешка (Сингл Дигитал Топ 100)         | 9                |
| Данска                                | 13               |
| Ecuador Anglo (Monitor Latino)        | 8                |
| Естонија (IFPI)                       | 14               |
| Финска                                | 3                |
| Француска                             | 7                |
| Немачка                               | 7                |
| Global 200 (Billboard)                | 15               |
| Global 200 Excl. US (Billboard)       | 7                |
| Грчка                                 | 1                |
| Мађарска                              | 5                |
| Исланд                                | 1                |
| Ирска                                 | 3                |
| Израел                                | 1                |
| Италија                               | 24               |
| Летонија                              | 1                |
| Летонија (LAIPA)                      | 2                |
| Литванија                             | 2                |
| Луксембург                            | 1                |
| Холандија (Dutch Top 40)              | 1                |
| Холандија (Single Top 100)            | 1                |
| Нови Зеланд                           | 19               |
| Норвешка                              | 2                |
| Пољска                                | 2                |
| Пољска (Polish Streaming Top 100)     | 4                |
| Португал                              | 15               |
| Румунија                              | 18               |
| Русија                                | 7                |
| Словачка (Радио Топ 100)              | 21               |
| Словачка (Сингл Дигитал Топ 100)      | 23               |
| Шпанија                               | 22               |
| Суринам                               | 2                |
| Шведска                               | 1                |
| Швајцарска (Schweizer Hitparade)      | 1                |
| Уједињено Краљевство                  | 2                |
| Украјина                              | 8                |

| Топ-листа (2023)         | Најбоља позиција |
| ------------------------ | ---------------- |
| CIS (TopHit)             | 22               |
| Russia Airplay (TopHit)  | 15               |
| Ukraine Airplay (TopHit) | 10               |